# Thermische geleidbaarheid

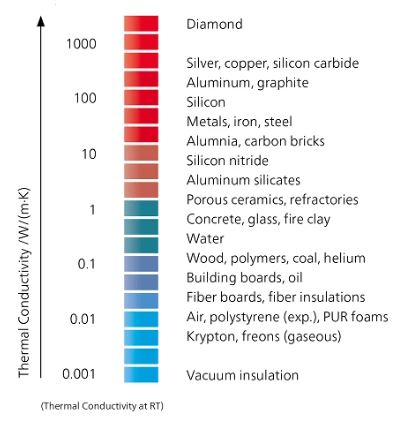
Warmtegeleiding van diamant tot vacuum isolatie bij kamertemperatuur (bron Netzsch Geratebau)

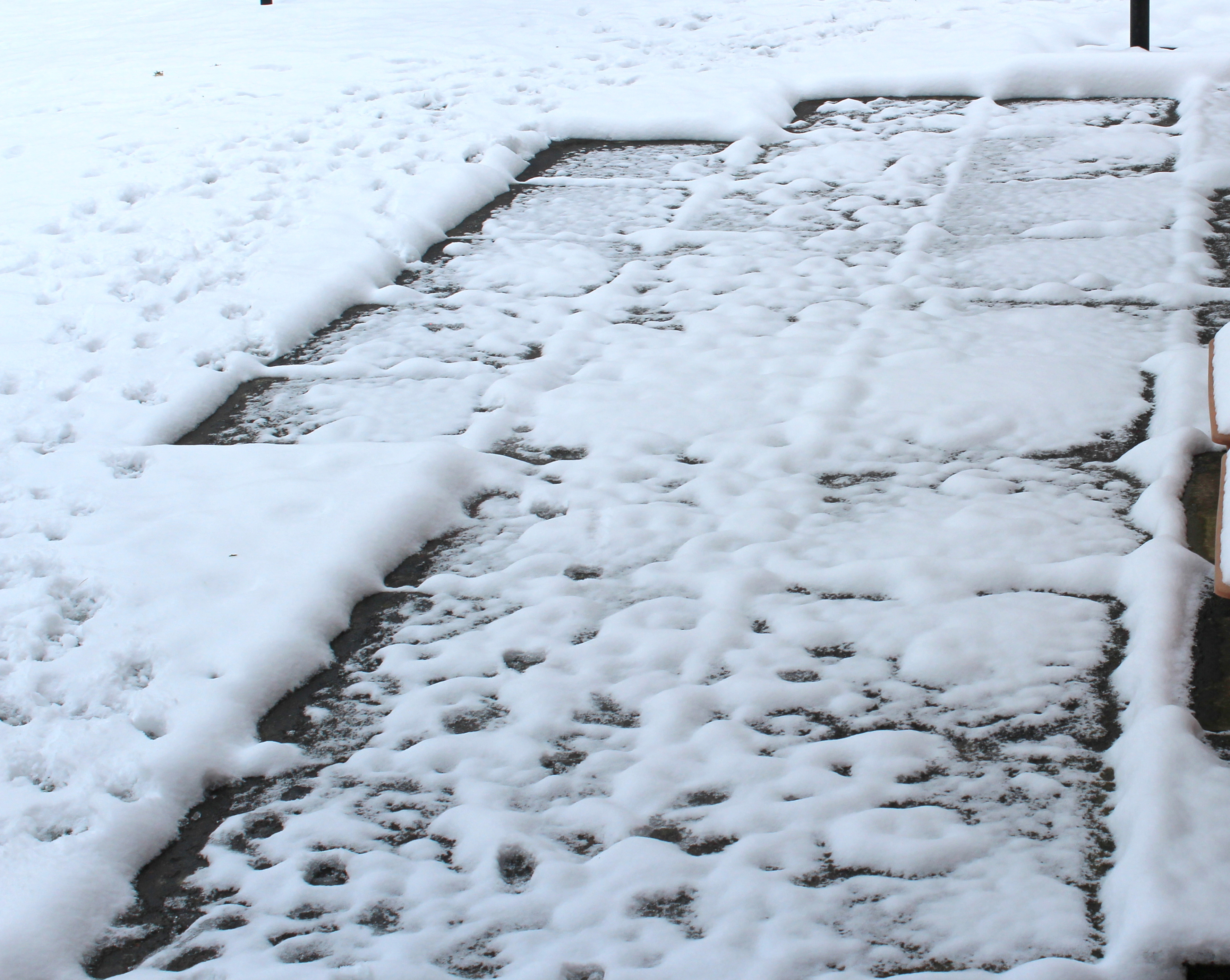
Door het verschil in warmtegeleidingsvermogen tussen straatstenen en gras is het mogelijk om de straatsteenvorm te herkennen in de smeltende sneeuw

De thermische geleidbaarheid, thermische conductie of warmtegeleidingscoëfficiënt (symbool {\displaystyle \lambda }) is een materiaalconstante die aangeeft hoe goed het materiaal warmte geleidt. De grootheid wordt onder meer gebruikt wordt in de wet van Fourier (warmteoverdracht door geleiding). Een materiaal met een lagere waarde van de warmtegeleidingscoëfficiënt is een betere isolator. 
De warmtegeleidingscoëfficiënt is een verhouding die als volgt bepaald wordt: 
{\displaystyle \lambda ={\frac {P\,d}{A\,\Delta T}}}
Hierin is 
{\displaystyle P} het doorgelaten vermogen [W],
{\displaystyle d} de dikte van het materiaal [m],
{\displaystyle A} de oppervlakte van het materiaal [m²],
{\displaystyle \Delta T} het temperatuurverschil waarover de geleiding plaats vindt [K],
{\displaystyle \lambda } de warmtegeleidingscoëfficiënt van het materiaal [W/(m·K)].
Het door het materiaal doorgelaten thermisch vermogen P kan - als de warmtegeleidingscoëfficiënt bekend is - als volgt bepaald worden:
{\displaystyle P=\lambda {\frac {A\,\Delta T}{d}}}
Een dikke laag materiaal houdt de warmte dus beter tegen dan een dunnere laag, bij dezelfde waarde van de warmtegeleidingscoëfficiënt.

## Achtergrond
Thermische isolatoren hebben een lage waarde van {\displaystyle \lambda }, warmtegeleiders hebben een hoge waarde. Dit gaat ten dele gelijk op met de elektrische geleiding. Metalen hebben bijvoorbeeld zowel thermisch als elektrisch een hoge geleiding. Dit komt doordat zij inwendig een elektronenwolk bezitten die zowel warmte als elektrische lading transporteren kan.
Ook de collectieve trillingswijzen van het materiaal, de fononen spelen een rol. Vooral een materiaal met sterke atoombindingen in alle richtingen en lichte atomen, zoals diamant, geleidt warmte goed dankzij fononen. In een dergelijk materiaal zijn de trillingswijzen volledig over het hele kristal uitgespreid (gedelocaliseerd).
Omgekeerd is de warmtegeleiding slecht in materialen zoals aerogels. Deze stoffen hebben een fractale structuur. Hun trillingswijzen zijn daarom geen fononen maar fractonen. Dit soort trillingswijzen is van plaatselijke aard. De thermische energie (warmte) kan daarom niet zo gemakkelijk naar de buuratomen doorgegeven worden.

## Tabel van materialen
| Stof                                 | Warmtegeleidingscoëfficiënt (lambda) in W/(m·K) (bij 293 K tenzij anders vermeld) |
| Metalen                              | Metalen                                                                           |
| ------------------------------------ | --------------------------------------------------------------------------------- |
| zilver                               | 417                                                                               |
| koper                                | 401                                                                               |
| goud                                 | 317                                                                               |
| aluminium                            | 237                                                                               |
| brons                                | 190                                                                               |
| messing                              | 122                                                                               |
| zink                                 | 116                                                                               |
| nikkel                               | 092                                                                               |
| ijzer                                | 079                                                                               |
| platina                              | 072                                                                               |
| staal                                | 050                                                                               |
| lood                                 | 035                                                                               |
| roestvast staal                      | 015[2] - 27                                                                       |
| gadolinium                           | 010,6                                                                             |
| kwik                                 | 010,4                                                                             |
| Vaste stoffen                        |                                                                                   |
| diamant                              | 900 - 2.320                                                                       |
| grafiet                              | 160                                                                               |
| ijs (269 K)                          | 002,1                                                                             |
| porselein                            | 001,0 - 1,7                                                                       |
| glas                                 | 000,8 - 0,9                                                                       |
| beton                                | 000,2 - 20                                                                        |
| schuimbeton                          | 000,09                                                                            |
| hout                                 | 000,1 - 0,5                                                                       |
| polyetheen (PE)                      | 000,23 - 0,29                                                                     |
| kwarts                               | 000,22                                                                            |
| plexiglas                            | 000,19                                                                            |
| papier                               | 000,18                                                                            |
| asbest                               | 000,09                                                                            |
| keukenzout                           | 000,045 - 0,06                                                                    |
| polystyreen (PS)                     | 000,04                                                                            |
| minerale wol                         | 000,04                                                                            |
| polyisocyanuraat (PIR)               | 000,019 – 0,026                                                                   |
| resolhardschuim                      | ca. 0,021                                                                         |
| aerogel                              | ca. 0,017                                                                         |
| Specifieke isolatieschuimmaterialen  |                                                                                   |
| EPS - geëxpandeerd polystyreen       | 0,030 - 0,040[3]                                                                  |
| XPS - geëxtrudeerd polystyreenschuim | 0,027[3]                                                                          |
| UF - ureumformaldehydeschuim         | 0,026 - 0,054[3]                                                                  |
| PUR - polyurethaanschuim             | 0,019 - 0,035[3]                                                                  |
| PIR - polyisocyanuraatschuim         | 0,0260[3]                                                                         |
| PF - fenolformaldehydeschuim         | 0,018[3]                                                                          |
| Vloeistoffen                         |                                                                                   |
| water                                | 0,60                                                                              |
| melk                                 | 0,49                                                                              |
| methanol                             | 0,21                                                                              |
| aceton                               | 0,16                                                                              |
| chloroform                           | 0,12                                                                              |
| Gassen (bij 273 K)                   |                                                                                   |
| waterstof                            | 0,174                                                                             |
| helium                               | 0,144                                                                             |
| neon                                 | 0,046                                                                             |
| aardgas (Gronings)                   | 0,029                                                                             |
| zuurstof                             | 0,025                                                                             |
| stikstof                             | 0,024                                                                             |
| lucht                                | 0,024                                                                             |
| waterdamp                            | 0,016                                                                             |
| argon                                | 0,016                                                                             |
| krypton                              | 0,0095                                                                            |
| chloor                               | 0,0076                                                                            |

## Warmte-isolatoren

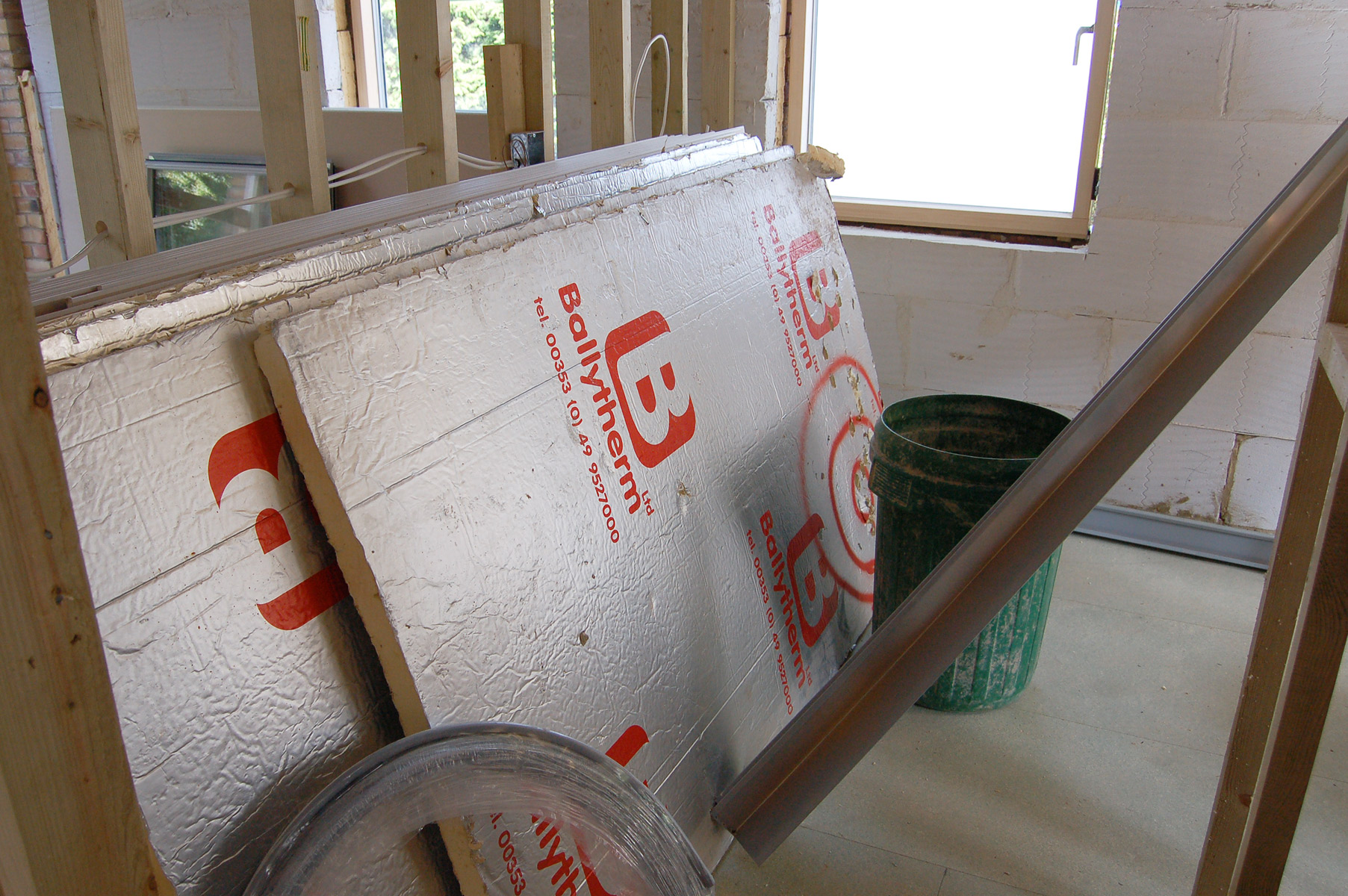
Isolatiemateriaal

Stoffen die een zeer slechte warmtegeleiding hebben heten (warmte)isolatoren. Stilstaande lucht is een  goede isolator, vandaar dat het voorheen vaak als enige werd gebruikt in een spouwmuur. Dat een wollen trui of glaswol goed isoleert, komt ook door de isolatie van stilstaande lucht. Kan lucht echter stromen, dan zal de warmte veel sneller doorgegeven worden door convectie. Schuimen zijn dan ook goede isolatoren, mits zij een gesloten celstructuur hebben. Zij bevatten dan een stationair gas. De mate van isolatie hangt af van het soort gas.

## Temperatuursafhankelijkheid
De thermische geleidbaarheid is een functie van de temperatuur; vaak wordt dat verband lineair benaderd (onder de debye-temperatuur geldt echter een andere afhankelijkheid):
{\displaystyle \lambda =\lambda _{0}(1+aT)}
hierin is:
{\displaystyle \lambda _{0}} de geleidbaarheid bij nul graden Celsius
{\displaystyle a} een constante afhankelijk van het materiaal
{\displaystyle T} de temperatuur (in graden Celsius)
De constante {\displaystyle a} is positief voor isolatoren, en negatief voor geleiders. Bij stijgende temperatuur vermindert van veel isolatoren het isolerend vermogen, en van geleiders het geleidende vermogen.

## Analogie met elektriciteit
We bepalen de thermische weerstand door de dikte van een plaat te delen door de geleidbaarheid (conductie) van het materiaal;
{\displaystyle R={\frac {d}{\lambda }}}
met
{\displaystyle R} in m2K/W
{\displaystyle d} de dikte in m van de plaat
{\displaystyle \lambda } de thermische conductie in W/(m·K) van die plaat.
Als we nu het oppervlak van de plaat delen door de weerstand, krijgen we het vermogen in watt dat per graad temperatuurverschil door de plaat zal gaan.
{\displaystyle {\frac {P}{T}}={\frac {A}{R}}} in [W/K]
Dit kan natuurlijk ook direct:
{\displaystyle {\frac {P}{T}}={\frac {A\lambda }{d}}}
Er gelden dan sterke analogieën met elektrische stroom, zie thermische weerstand.